# Pholcus kapuri
Pholcus kapuri is een spinnensoort uit de familie trilspinnen (Pholcidae). De soort komt voor op de Andamanen.